# 埃爾科科 (佩諾諾梅區)
埃爾科科（西班牙語：El Coco），是巴拿馬的城鎮，位於該國中部，由科克萊省的佩諾諾梅區負責管轄，面積146.3平方公里，海拔高度24米，2010年人口5,605，人口密度每平方公里38.3人。